# Spline

Spline de Bézier com nós (A,D) e pontos de controle (A,B,C,D).

Um spline é uma curva definida matematicamente por dois ou mais pontos de controle. Os pontos de controle que ficam na curva são chamados de nós. Os demais pontos definem a tangente à curva em seus respectivos nós. Por exemplo, a curva de Bézier definida pelos pontos (A, B, C e D) é delimitada pelos nós A e D e nesses nós, a curva é tangente ao vetores AB e DC respectivamente. Variando as posições dos pontos B e C, a curva apenas varia sua inclinação, mas continua passando pelos pontos A e D.
Os splines podem ser divididos em duas categorias:
- Splines de interpolação que passam por todos os pontos de controle
- Splines de aproximação que passam perto de todos os pontos de controle

## Splines de aproximação
Usualmente, os splines de aproximação são curvas suaves, dado que as splines de interpolação podem ter "lombas" perto dos nós. Na imagem, a curva que passa através de A, B, C e D é um spline interpolador (especificamente, um spline linear) e a curva que passa através de A e D, mas não por B e C, é um spline de aproximação (especificamente, um spline Bézier).

## Splines no mundo real
A simplicidade da representação e a facilidade dentro da forma complexa do spline pode ser computadas e fazer com que os splines sejam representações populares para curvas na ciência da computação e engenharia informática, predominantemente em computação gráfica, mas também para outros tipos de interpolação, tal como a suavização de áudio digital.
O termo spline vem de um dispositivo usado pelos construtores de navios para desenhar formas mais suaves.

## Definição formal de Splines polinomiais
Uma função {\displaystyle S} é chamada de spline de grau {\displaystyle k} se:
1. O domínio de S é um intervalo [a,b]
2. Há nós (ti,yi) tal que a = t0 < t1 < ... < tn = b e tal que S é um polinómio de grau {\displaystyle k} em cada subintervalo {\displaystyle [t_{i},t_{i+1}]}.

No geral, a continuidade da função {\displaystyle f} em {\displaystyle s} pode ser definido pela condição:
{\displaystyle \lim _{x\to s^{+}}f(x)=\lim _{x\to s^{-}}f(x)=f(s)}

## Interpolação de splines
A interpolação de splines inclui:
- Spline linear
- Spline quadrático
- Spline cúbico
  - Spline cúbico natural
  - Spline cúbico apertado
  - Spline cúbico periódico